# Crișana

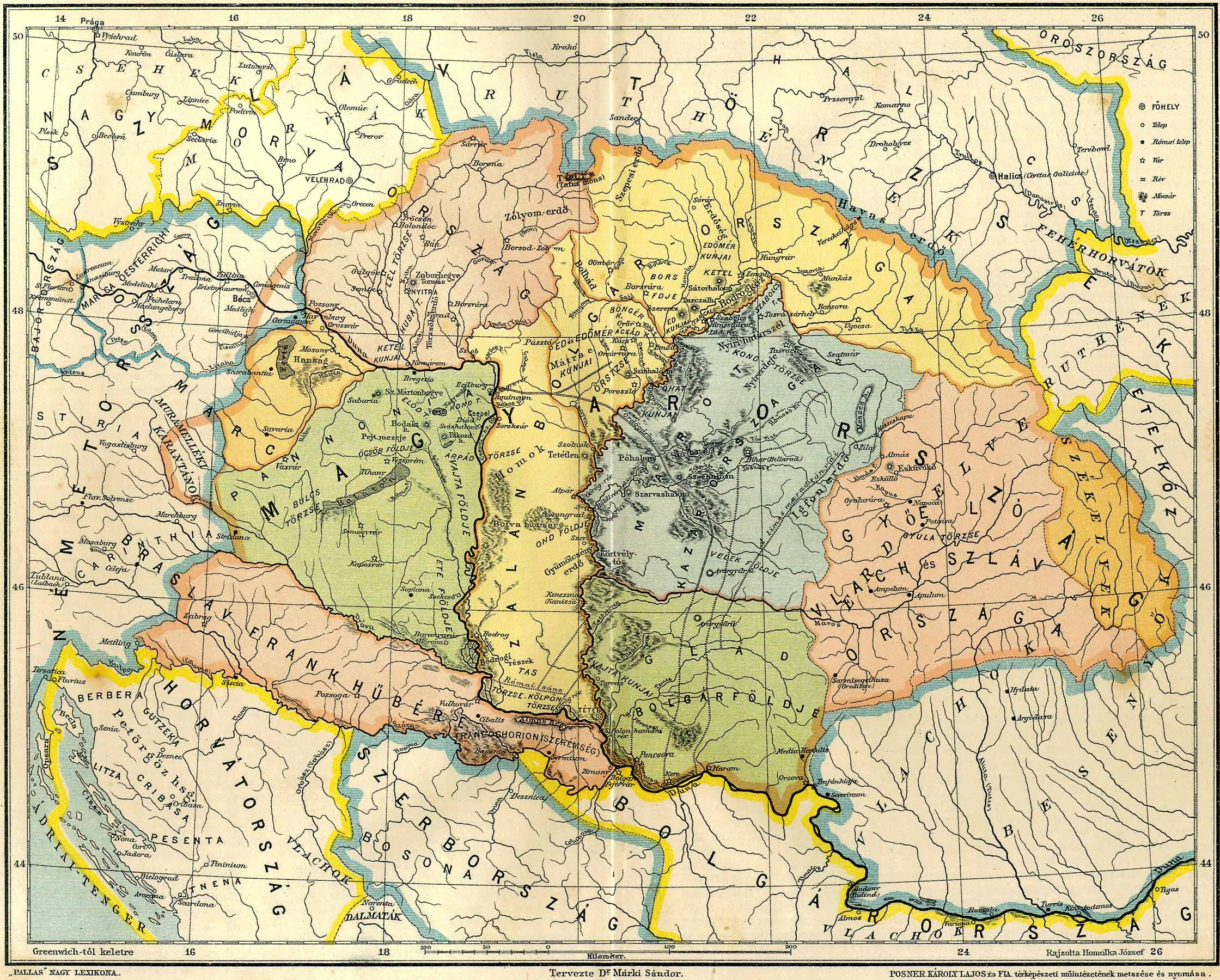
Carte de la Gesta Hungarorum figurant en bleu le Körösvidék-Crișana comme « pays khazar ». Au sud, le Banat figure en vert.

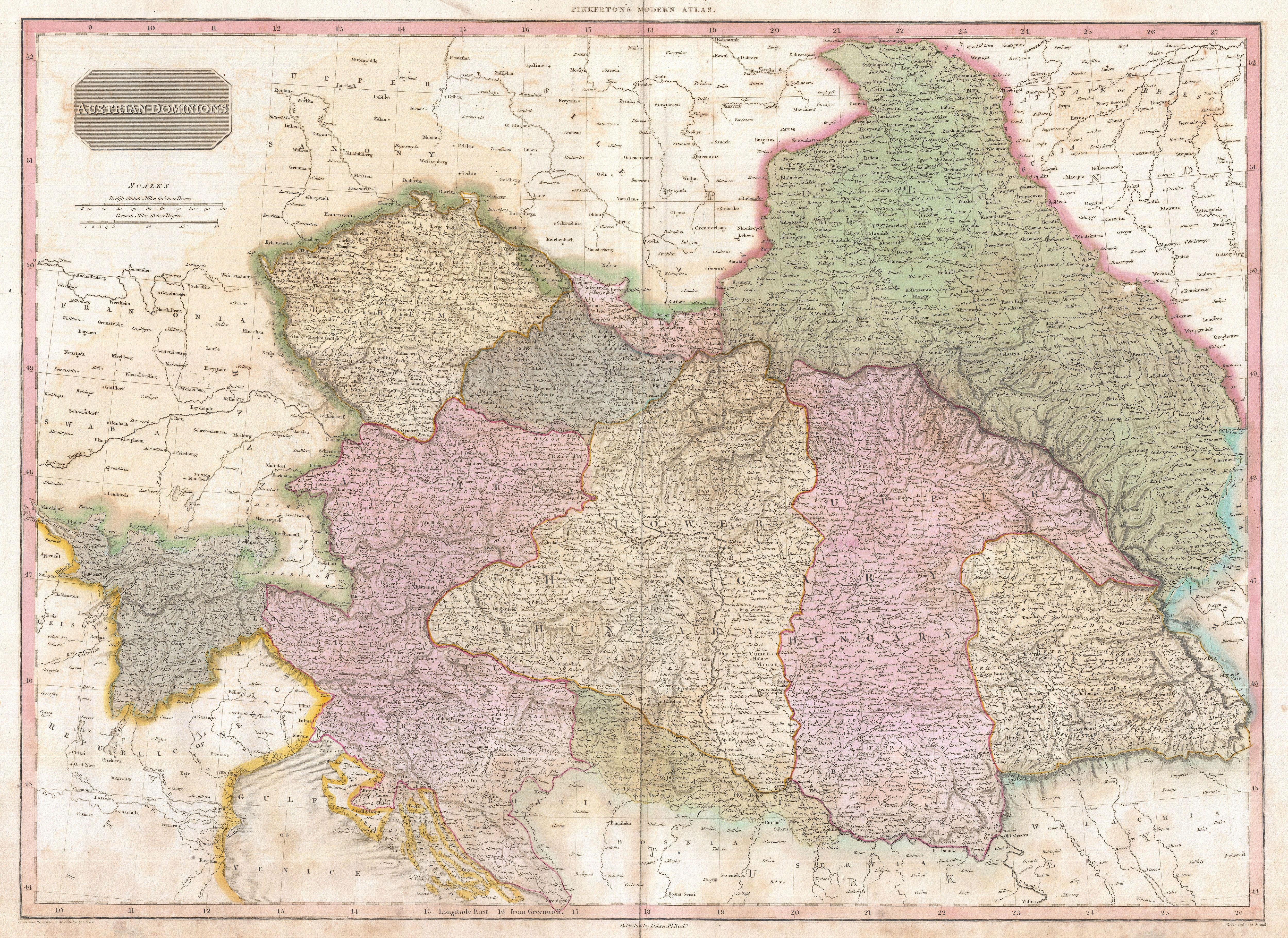
En 1795, le Kreischgebiet-Körösvidék-Crișana est la partie centrale de la « Haute-Hongrie » (rose), qui comprend aussi au nord la Ruthénie subcarpathique et la Marmatie, et au sud le Banat.

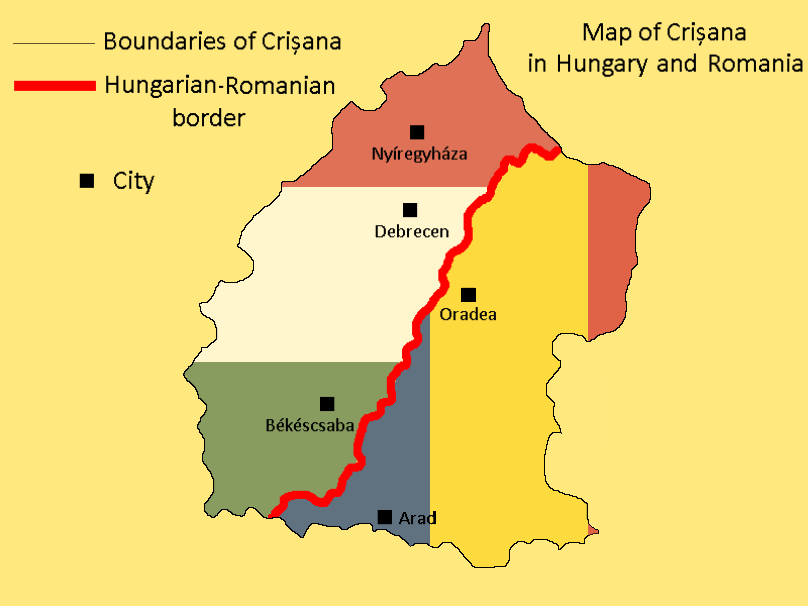
La région de Körösvidék-Crișana en Hongrie et Roumanie actuelles.

La Crișana (en allemand, à l’époque de l’empire d'Autriche : Kreischgebiet parfois francisé en Crisanie) est une région historique de l’Europe centrale aujourd’hui sans existence administrative, située dans l’est de la Hongrie (en hongrois : Körösvidék, entre la Tisza et la frontière roumaine) et dans l’ouest de la Roumanie, de la frontière hongroise à la ligne de partage des eaux des Carpates occidentales roumaines.

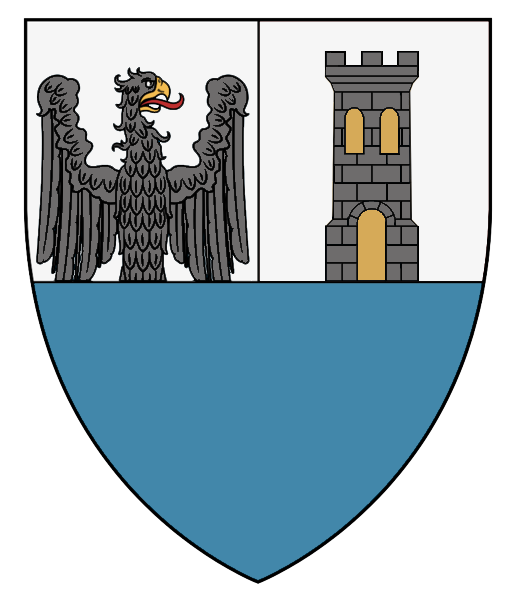
Armoiries de la Crișana (Körösvidék) selon les héraldistes Flondor.

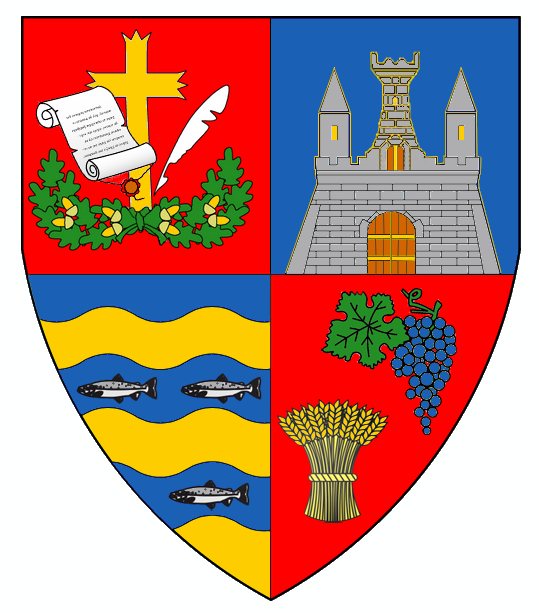
Armoiries modernes de la Crișana dessinées par les héraldistes du « Musée du pays des Criș » d’Oradea à partir des écus des județe du Bihor et d’Arad.

## Noms
Son nom vient des trois rivières qui la traversent d’Est en Ouest : ce sont, du Nord au Sud, le Crișul Repede (« Criș rapide », en hongrois : Sebes-Körös), le Crișul Negru (« Criș noir », en hongrois : Fekete-Körös) et le Crișul Alb (« Criș blanc », en hongrois : Fehér-Körös) qui tirent leurs noms du latin Crisola (du grec Χρισός : « doré », à cause des paillettes d’or charriées depuis le massif du Bihor). Dans le Körösvidék hongrois, les quatre rivières confluent pour n’en plus former qu’une, le Körös, affluent de la Tisza. Le nord-est du Körösvidék-Crișana était aux XVIe et XVIIe siècles dénommé Partium, car c’était une partie (e. latin : pars, partes) du royaume de Hongrie laissée, au traité de Spire, en gestion à la principauté de Transylvanie ; le sud-ouest de la région faisait alors partie de la Hongrie ottomane.

## Géographie
Dans le quart oriental de la Hongrie, le Körösvidék comprend, du nord au sud, les comitats de Szabolcs-Szatmár-Bereg, de Hajdú-Bihar et de Békés ainsi que les parties des comitats Szolnok et Csanád situées rive gauche de la Tisza ce qui correspond à l’est de la grande plaine hongroise (grand Alföld ou puszta), avec des villes comme Debrecen, Gyula et Csongrad. C’est dans ces régions que vit l’essentiel de la petite minorité roumaine de Hongrie soit 35 641
personnes en 2011.
Dans le nord-ouest de la Roumanie, la Crișana comprend les județe du Bihor et d’Arad mais déborde au nord sur ceux de Satu-Mare et du Sălaj ; à l’est elle s’adosse aux Carpates occidentales roumaines, au sud la rivière Mureș la sépare du Banat et à l’ouest la frontière hongroise la relie au Körösvidék. Dans cette région, qui comprend des villes comme Satu Mare, Oradea et Arad, sur une population totale de 1 270 189 personnes en 2011, vit une minorité hongroise de 302 130 personnes, près de dix fois plus qu’il n’y a de Roumains en Hongrie.
La Crișana-Körösvidék n’a pas d’existence administrative, mais la partie roumaine fait partie de la région de développement Nord-Ouest de ce pays et, entre 1960 et 1968, elle a formé la région de Crișana. La région n’avait pas non plus d’armoiries historiques, mais un écu « argent-azur » apparaît au XXe siècle dans des documents de la famille Flondor ; pour la partie roumaine, les héraldistes du Musée du Pays des Criș (Muzeul Țării Crișurilor) lui en ont composé un à partir des armoiries de deux des județe (départements) qui la forment : celui du Bihor et celui d’Arad.